# Orland szalony
Orland szalony (Orlando furioso) – włoski epos rycerski, najdłuższy znany epos europejski [46 pieśni, 38 736 wersów w formie rymowanej oktawy (ottava rima) według wzoru abababcc napisany przez Ludovica Ariosta.
Opisuje przygody Orlanda, paladyna króla Franków, Karola, walki z najazdem muzułmańskim oraz nieodwzajemnioną miłość Orlanda do Angeliki, królewny z Orientu. Epos zawiera również wiele rozbudowanych dygresji (szczególnie przygody Rudgera (Ruggiero) i Bradamanty (Bradamante), przodków panującej w Ferrarze rodziny d’Este, patronów poety), wiele elementów fantazji i magii oraz walki dobra ze złem.
Po raz pierwszy wydany w 1516 w Ferrarze, wersja ostatnia 1532, oprócz tego Pięć pieśni (Cinque canti) pominięte przez poetę, ale wydane pośmiertnie przez jego syna Virginio Ariosto. Polskie tłumaczenie Piotra Kochanowskiego (bratanka poety Jana Kochanowskiego) wydane zostało w połowie (pieśni I–XXV) w 1799, a w całości w 1905.

## Okoliczności powstania
Orlando i paladynowie Karola Wielkiego byli już dobrze znani dworowi w Ferrarze, dzięki Orlandowi zakochanemu Mattea Boiarda, kiedy w 1505 Ludovico Ariosto zaczął pisać nowy poemat o ich przygodach. Ariosto pomyślał swój utwór jako kontynuację Orlanda zakochanego, choć utwór nigdy nie stał się zwykłą kontynuacją poematu Boiarda. Ariosto nie kontynuował wszystkich wątków Boiarda. Nawet sam wybór Angeliki na postać otwierającą fabułę nie był oczywisty, wobec tego, że Boiardo nie wspomina już o niej w drugiej i trzeciej części swego dzieła.
Prace nad poematem rozpoczął Ariosto pomiędzy 1504 a 1507 rokiem. Pierwsza pewna wzmianka o nim pochodzi z 3 lutego 1507 roku. Wiadomość o ukończeniu utworu przekazał ówczesny mecenas poety kardynał Hipolit d’Este w liście z 17 września 1515 roku do markiza Mantui Franciszka II Gonzagi. 40 pieśni Orlanda szalonego zostało wydanych przez Giovanniego Mazocca 22 kwietnia w Ferrarze. Poeta dedykował swoje dzieło Hipolitowi d’Este.

Drugie wydanie utworu ukazało się w Ferrarze 22 lutego 1521 nakładem mediolańskiego drukarza Giovanniego Battisty da la Pigna. Autor dokonał przy okazji tego wydania znaczących korekt językowych. Treść utworu pozostała niezmieniona, pomimo tego, że Ariosto w latach 1518–1519 dopisał pięć pieśni, których jednak nigdy nie włączył do tekstu poematu, prawdopodobnie ze względu na ich odmienny charakter.
1 października 1532 roku ukazało się trzecie wydanie poematu. Przygotowując to wydanie utworu Ariosto dokonał gruntownej rewizji języka poematu, skierowanego głównie do odbiorcy toskańskiego i lombardzkiego, w duchu zaleceń Piotr Bemba, który w swojej Prose della volgar lingua, dawał wskazówki, mające na celu stworzenie języka narodowego. Ariosto wzbogacił to wydanie utworu o sześć pieśni (IX-XI, XXXII-XXXIII, XXXVII, XLIV-XLVI), liczne drobne epizody i korekty stylistyczne oraz komentarze do aktualnych wydarzeń politycznych.

## Fabuła

### Pieśń I
Orland przybywa z Angeliką do Paryża. Z powodu sporów o dziewczynę pomiędzy Orlandem a Rynaldem, cesarz Karol oddaje ją pod opiekę margrabiemu bawarskiemu, obiecując ją temu, kto się bardziej wykaże w wojnie z Saracenami. Angelika ucieka konno do lasu. Spotyka najpierw, wędrującego pieszo po walce z Rugierem, Rynalda. Ucieka przed nim i trafia na Ferata szukającego hełmu w strumieniu. Ferato staje w jej obronie. Angelika ucieka jednak w trakcie pojedynku. Rynald z Feratem zaprzestają więc walki i udają się na poszukiwanie dziewczyny. Ferato trafia ponownie nad strumień, w którym szukał hełmu Argalia. Duch zabitego przeciwnika przypomina mu, że miał mu go zwrócić po czterech dniach. Ferato przysięga zedrzeć hełm z głowy Orlanda.
Angelika natrafia z kolei na Sakrypanta, który żali się na brak wzajemności z jej strony. Angelika postanawia skorzystać z jego pomocy. Sakrypant chce ją wykorzystać, gdy już znalazła się w jego mocy, nadjeżdża jednak biały rycerz, który zabija pod nim konia w pojedynku. Sakrypant popada w jeszcze większe zawstydzenie, gdy dowiaduje się, że jego pogromcą była kobieta – Bradamanta. Sakrypanta i Angelikę odnajduje w lesie koń Rynalda, Bajard, który poznawszy dziewczynę, pozwala się dosiąść. Sakrypant z Angeliką wędrują przez las na Bajardzie, aż napotykają Rynalda.

### Pieśń II
Obaj mężczyźni stają do pojedynku o Bajarda i Angelikę. Sakrypant na Bajardzie nie potrafi pokonać przeciwnika, ponieważ koń nie chce szkodzić swemu panu. Angelika obawiając się, że Rynald wygra ucieka. Wkrótce trafia na pustelnika, który wysyła do walczących diabła, który powiadamia ich, że Angelika uciekła do Paryża. Rynald na Bajardzie udaje się za nią w pogoń. Stolica jest oblężona przez wojska Agramanta. Cesarz posyła swego paladyna po pomoc do Anglii. Gwałtowna burza zatrzymuje Rynalda po wyjściu z portu Calais.
Poszukująca Rugiera Bradamanta trafia na rycerza Pinabela. Rozpacza on po stracie ukochanej, którą porwał mu skrzydlaty rycerz. Z pomocą zaofiarowali mu się Rugier i Gradaso. Zostali jednak pokonani przez rycerza na hipogryfie. Bradamanta oferuje Pinabelowi pomoc. Tak bardzo pragnie uwolnić Rugiera, że odmawia delegacji z jej rodzinnego miasta, zagrożonego najazdem króla Marsylego. Pinabel, dowiedziawszy się, że nieznany rycerz pochodzi ze znienawidzonego Chiaromonte, zastawia na Bradamantę śmiertelną pułapkę. Dziewczyna wpada do głębokiej pieczary, jednak wbrew oczekiwaniom Pinabela nie traci życia.

### Pieśń III

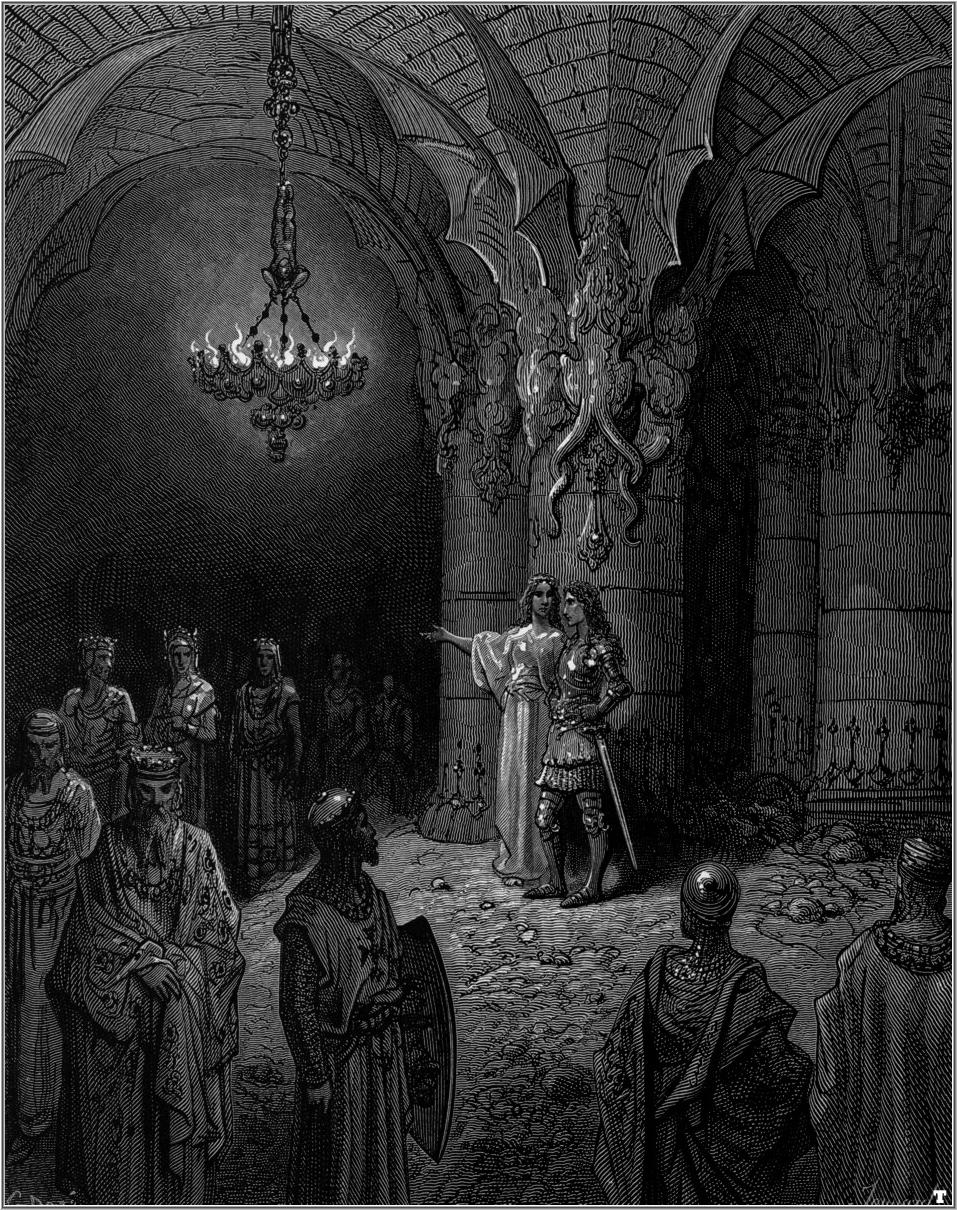
Melissa ukazuje Bradamancie jej sławnych potomków.

W pieczarze Bradamanta spotyka czarodziejkę Melissę, która przepowiada jej, że z jej małżeństwa z Rugierem powstanie znakomity ród Estów. Merlin, którym opiekuje się Melissa, ukazuje Bradamancie zjawy jej potomków wśród licznych Azzów, Obizzów, Fulków i Albrechtów, poeta zwraca szczególną uwagę na Mikołaja III, Borsa, Herkulesa I i Alfonsa I oraz swego chlebodawcę biskupa Hipolita. Melissa poucza Bradamantę, że aby uwolnić ukochanego musi zabić Berulla i odebrać mu zaczarowany pierścień króla libijskiego Agramanta. Kobiety rozstają się pod Bordeaux. Bradamanta spotyka w jednej z gospód Brunella.

### Pieśń IV
Bradamanta zwierza się Brunellowi, że chce walczyć ze skrzydlatym rycerzem. Brunello ofiaruje się za przewodnika. Gdy nadchodzi moment, by zabić Brunella, Bradamanta ogranicza się do przywiązania go do drzewa i odebrania mu pierścienia. Dzięki pierścieniowi dziewczyna nie ulega czarom przeciwnika, udaje oślepioną, a gdy czarownik do niej podchodzi, bierze go do niewoli. Pojmany wyznaje, że jest Atlantem, ojcem Rugiera. Chcąc ochronić syna przed złym losem zamknął go w zaczarowanym zamku w towarzystwie dam i rycerzy, których porwał dla rozerwania go. Kiedy Bradamanta zbliża się do Rugiera, Atlant podsyła hipogryfa, który bierze jego syna na swój grzbiet i ulatuje w przestworza.
Rynald zostaje wyrzucony przez burzę w północnej Szkocji. Błąkając się po lesie trafia do opactwa, w którym dowiaduje się, że zgodnie ze szkockim prawem, córka króla Szkocji, Ginewra, oskarżona o cudzołóstwo, ma być stracona, jeśli nie zjawi się śmiałek, który stanie do pojedynku w jej obronie. Rynald w towarzystwie przewodnika udaje się do Saint Andrews. Po drodze ratuje z rąk zbójców młodą dziewczynę.

### Pieśń V

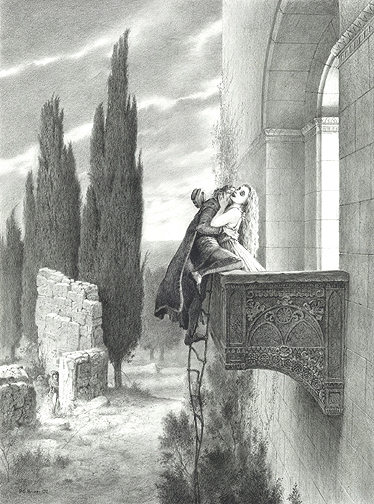
Polineks i Dalinda udająca swą panią.

Dziewczyna ma na imię Dalinda i była służącą księżniczki Ginewry. Jej kochanek, Polineks, poprosił ją, by pomogła mu w poślubieniu księżniczki i zostaniu królem Szkocji. Kiedy jednak dowiedział się, że księżniczka kocha Ariodanta, postanowił się zemścić. Poprosił kochankę, by udając księżniczkę, spuściła mu z balkonu sznurową drabinkę. Ariodant, widząc zdradę ukochanej, rzuca się ze skały w przepaść. Jego brat Lurkani oskarża księżniczkę przed królem o cudzołóstwo. Gdy Rynald dociera do stolicy właśnie w szranki o honor księżniczki staje tajemniczy czarny rycerz. Rynald nakazuje rozdzielić walczących i wyjawia zgromadzonym prawdę. Staje do walki z Polineksem i strąca go z konia. Umierający Polineks przyznaje się do wszystkiego.

### Pieśń VI
Czarnym rycerzem okazuje się Ariodant, który wprawdzie rzucił się ze skały, ale wpadł w morze i przeżył. Podczas pobytu u pustelnika usłyszał o oskarżeniu brata i postanowił bronić ukochanej. Król oddaje mu córkę za żonę, na prośbę Rynalda przebacza także Dalindzie.
Tymczasem Rugier, niesiony przez hipogryfa ląduje na Sycylii. Przywiązuje wierzchowca do drzewa mirtu, który skarży się na ból. Okazuje się być Astolfem przemienionym w drzewo przez czarodziejkę Alcynę, która najpierw go pokochała, a następnie porzuciła. Rugier, aby ratować Astolfa, kuzyna ukochanej Bradamanty, udaje się do czarodziejki Logistylli, walczącej z siostrami Alcyną i Morganą. Zaatakowany po drodze przez występki uległby, gdyby nie pomoc pięknych dam: Piękności i Łaski, które proszą go o uwolnienie wyspy od siłaczki Eryfilli.

### Pieśń VII
Rugier pokonuje Eryfillę, a dwie piękne przewodniczki wiodą go do cudownego zamku Alcyny. Na jej widok Rugier, mimo ostrzeżeń Astolfa, traci głowę dla pięknej czarodziejki, zapominając nawet o ukochanej Bradamancie. Spędza odtąd czarowne dni i noce przy boku Alcyny, w jej łożu, na ucztach i polowaniach. 

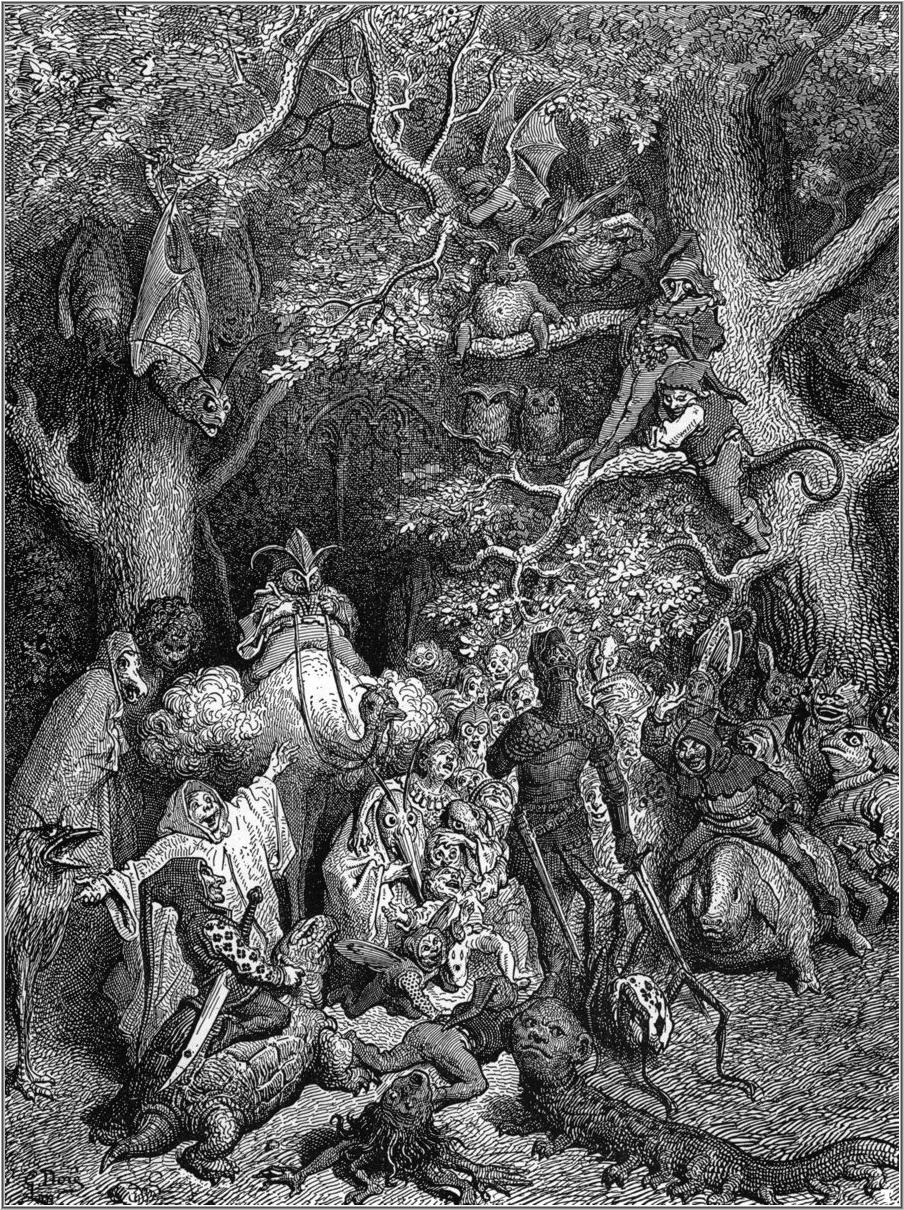
Ilustracja Gustave’a Dorégo

Zrozpaczona Bradamanta, która nigdzie nie umie odnaleźć ukochanego natyka się na Melissę, która przedstawia jej, jaki los spotkał Rugiera i przyrzeka go uwolnić przy pomocy czarodziejskiego pierścienia Atlanta. Pod postacią ojca, Melissa łaje Rugiera za jego bezczynność i nakazując mu włożyć pierścień ukazuje mu, że piękno Alcyny jest tylko złudzeniem. Rugier udaje się do Logistylli.

### Pieśń VIII
Alcyna wyrusza na morze, by zatrzymać ukochanego Rugiera. Melissa wchodzi do pozostawionego bez straży zamku i uwalnia zaklętych w zwierzęta i rośliny rycerzy, w tym Astolfa. Po odnalezieniu złotej włóczni Argalii udaje się na hipogryfie do Logistylli.
W tym czasie Rynald prosi króla Szkocji i króla Anglii Ottona o pomoc dla cesarza Karola. Jego prośba spotyka się z przychylnością chrześcijańskich władców.
Angelika ucieka od pustelnika, ten jednak posyła w jej konia demona, który kieruje koniem wbrew życzeniom jeźdźca i sprowadza Angelikę na skalistą wyspę. Pustelnik przybywa tam za nią, aby ją pozbawić czci, ale nic nie może zdziałać. Tymczasem mieszkańcy Ebudy, którzy każdego dnia muszą ofiarowywać straszliwej orce, morskiemu potworowi dziewicę, znajdują Angelikę i wtrącają ją do wieży.
Tymczasem, w oblężonym Paryżu, Orland widzi we śnie Angelikę błagającą go o pomoc. Ubiera się i opuszcza miasto, wyruszając na poszukiwanie ukochanej.

### Pieśń IX
Orland wyrusza w stronę Ebudy, niesprzyjający wiatr znosi jego okręt na wybrzeże holenderskie, gdzie spotyka księżniczkę Olimpię. Po śmierci jej ojca Holandię najechał fryzyjski książę Arbant, który zażądał ręki Olimpii. Olimpia. Ta, zakochana w Birenie, odmówiła. Jej doradcy porozumieli się jednak z królem Fryzji, Cimoskiem, i dla zapobieżenia wojnie wydali ją za Arbanta. Olimpia zabiła swego męża we śnie. Cimosk najechał Holandię i uwięził Birena, żądając za jego uwolnienie głowy Olimpii. Księżniczka jest gotowa oddać życie za ukochanego, chce mieć jednak pewność, że Biren zostanie uwolniony. Orland podejmuje się uratować oboje. Przybywa na dwór króla Fryzji i wyzywa go na pojedynek. Król posyła przeciw niemu swoje oddziały, a po ich rozbiciu wyrusza osobiście ze śmiercionośną rurą zabijającą na odległość. Orland pokonuje go i wyrusza w kierunku Ebudy, a niegodną rycerskiego honoru broń Cimoska wrzuca do morza.

### Pieśń X

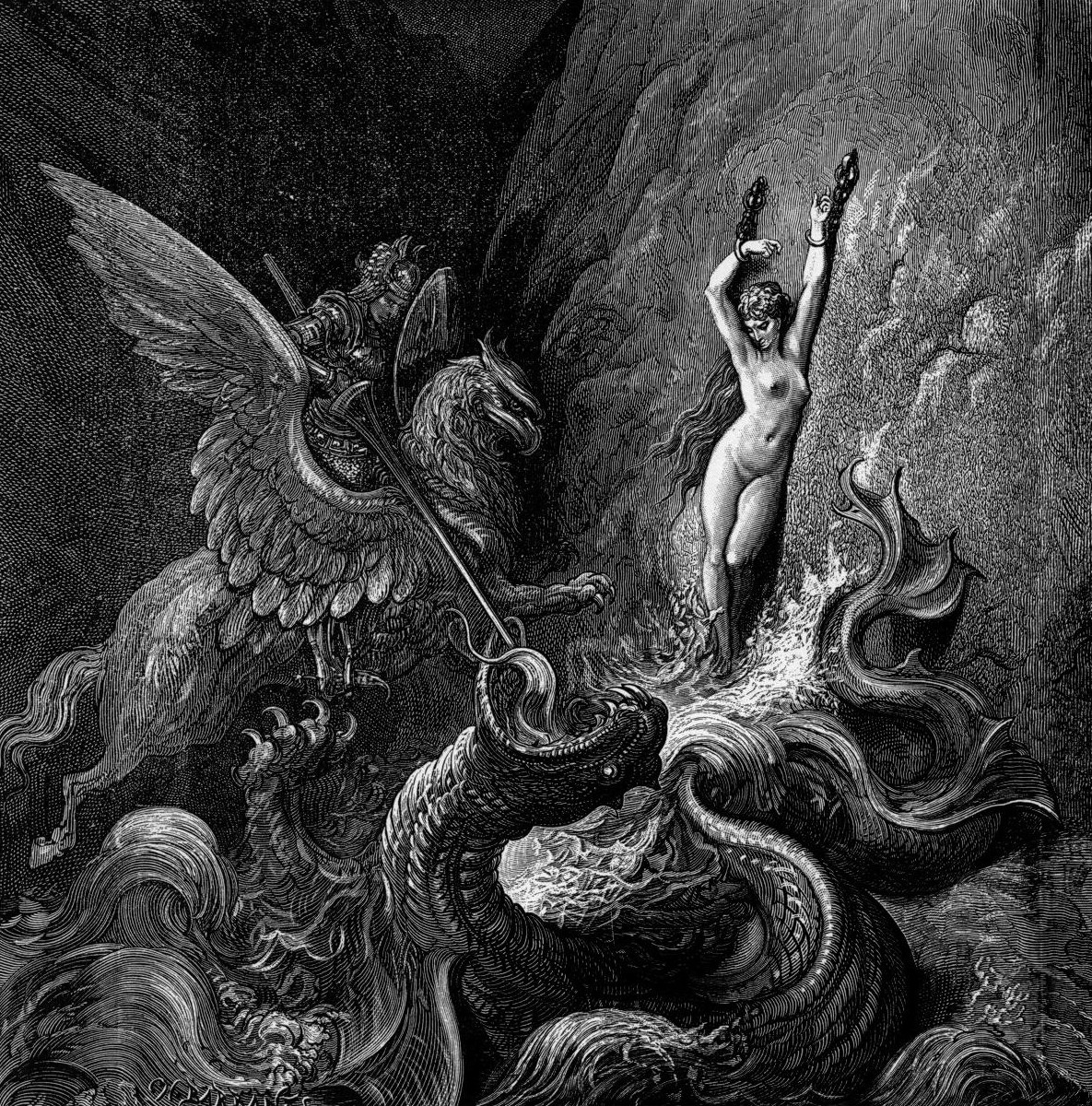
Rugier broniący Angeliki przed orką.

Biren okazuje się niewierny. Zakochuje się w czternastoletniej córce króla fryzyjskiego. Podczas podróży morskiej jego okręty przybijają do wyspy, na której Biren każe postawić namiot dla siebie i swej żony. W nocy potajemnie odpływa zostawiając Olimpię samą.
Tymczasem Rugier w drodze do zamku Logistylli zostaje zaatakowany przez trzy pokusy. Pokonuje je odsłaniając czarodziejską tarczę, która zamienia wrogów w kamień. U Logistylli spotyka Melissę, która uczy go kierować hipogryfem. Rugier udaje się w błyskawiczną podróż dookoła świata, a potem bierze kurs na Anglię, gdzie widzi wojska wyruszające na pomoc Karolowi Wielkiemu. Sam kieruje się w stronę Ebudy. Dostrzega nagą Angelikę przykutą do skały i staje do walki z orką. Ciosy jego miecza nie czynią jej jednak żadnej szkody. Nakłada więc dziewczynie na palec pierścień, chroniący przed skutkami złych czarów i odsłania zaczarowaną tarczę, która pozbawia orkę przytomności.

### Pieśń XI
Rugier widząc nagą Angelikę, zdaną na jego łaskę, chce ją wykorzystać, ale dziewczyna rozpoznaje na palcu swój magiczny pierścień, skradziony jej przez Bruneja, wkłada go do ust i znika. Rugier straciwszy dziewczynę, pierścień i wierzchowca, który również uciekł, rusza pieszo przez las. Natyka się na olbrzyma walczącego z rycerzem, a gdy olbrzym zdziera mu hełm z głowy, okazuje się, że to jego ukochana Bradamanta. Rugier puszcza się w pościg za olbrzymem unoszącym ukochaną.
Orland w poszukiwaniu Angeliki dociera do Ebudy i widząc nagą dziewczynę przywiązaną do skały i płynącą ku niej orkę, atakuje potwora. Wrzuca mu do paszczy kotwicę, która uniemożliwia zwarcie szczęk, wskakuje do paszczy i zabija potwora od środka. Rozwścieczeni mieszkańcy, obawiając się gniewu opiekuna orki, Proteusa, chcą zabić Orlanda. Na wyspie ląduje jednak król irlandzki Obert, który wybija całą ludność Ebudy, za jej paskudne obyczaje. Orland odkrywa, że przywiązaną do skały nagą pięknością nie jest Angelika, lecz porzucona przez Birena Olimpia. W pięknej dziewczynie zakochuje się Obert. Uwalnia jej kraj spod władzy wiarołomnego Birena i poślubia Olimpię. Orland przez kilka miesięcy błąka się w poszukiwaniu Angeliki, aż nagle słyszy krzyk kobiecy.

### Pieśń XII
Orland rzuca się na ratunek Angeliki unoszonej przez konnego rycerza i trafia do zamku, w którym uciekinierzy znikają. Chwilę później trafia tam również Rugier w pogoni za olbrzymem unoszącym Bradamantę. Zaczarowany zamek jest dziełem sztuki czarnoksięskiej Atlanta, który ściągnął doń Rugiera, by go ochronić od przepowiedni o czekającej go śmierci. Rycerze błąkają się po komnatach, nie widząc się wzajemnie, nie potrafiąc wyjść i gonią za tym, co kochają. Do zamku trafia też Angelika. Dzięki pierścieniowi nie ulega czarowi. Widząc Ferrata, Sakrypanta i Orlanda, wybiera tego drugiego na swego przewodnika do ojczystych Chin. Ukazuje mu się, lecz widzą go również pozostali i ruszają za nią. Niezadowolona z takiego obrotu sprawy Angelika znika. Po drodze dochodzi do zwady i do walki o szyszak Orlanda pomiędzy Orlandem a Ferratem. Obydwaj odporni na ciosy nie są sobie w stanie zaszkodzić. Aby ich rozdzielić Angelika zabiera im szyszak, który potem gubi, a który znajduje podążający za nią Ferrat. Zgubiwszy dziewczynę Ferrat zawraca do ojczystej Hiszpanii.
Tymczasem Orland ściera pod Paryżem na miazgę dwa pułki nieprzyjacielskie. Szukając dalej Angeliki trafia na jaskinię, w której znajduje piękne dziewczę i jej starą opiekunkę.

### Pieśń XIII
Dziewczyna jest córką króla galickiego z Bajonny, zakochaną w królewiczu szkockim Zerbinie, a na imię ma Izabela. Zerbin nie mogąc z powodu różnicy wyznania poślubić Izabeli, chciał ją przy pomocy swego zaufanego sługi Odoryka porwać. Okręt z porwaną królewną rozbił się jednak u brzegów francuskich. Uratowana przez zbójców dziewczyna została zamknięta w jaskini, do czasu sprzedaży wschodnim kupcom. Orland rozbija bandę rozbójników w perzynę i uwalnia Izabelę.
Bradamanta czeka na swego miłego w Marsylii, wojując z poganami, ale Rugier nie przybywa. Melissa powiadamia ją, że wpadł w pułapkę Atlanta. Opowiada jej o zaczarowanym zamku i nakazuje, żeby, gdy zobaczy pod zamkiem czarownika pod postacią Rugiera ucięła mu głowę, bo tylko tak może zdobyć swego ukochanego. Po drodze do zaczarowanego zamku Melissa opowiada Bradamancie o sławnych kobietach spośród jej potomkiń: Izabeli i trzech Beatrycze d’Este oraz o równie sławnych żonach Estów: Ricciardzie da Saluzzo, Eleonorze Aragońskiej, Renacie z Francji i najsławniejszej Lukrecji Borgii.

### Pieśń XIV
Początek oblężenia Paryża przez Saracenów nasuwa narratorowi wspomnienie zwycięskiej bitwy Estów i Francuzów przeciw Hiszpanom pod Rawenną oraz cierpień ludności cywilnej doznanej od rozzuchwalonych Francuzów. Agramant i Marsyli zbierają swoje wojska. Brakuje dwóch pułków zniesionych przez Orlanda. Dzielny Mandrykard postanawia wymierzyć sprawiedliwość Orlandowi. Szukając wroga, natyka się na piękną księżniczkę Grenady Doralikę, w której z miejsca się zakochuje.
W pierwszym szturmie na miasto po stronie atakujących szczególnie się odznacza Rodomont, z którego ręki ginie wielu obrońców. Oblężonym z kolei udaje się podpalić fosę, w której śmierć znajduje kilkanaście tysięcy napastników.

### Pieśń XV

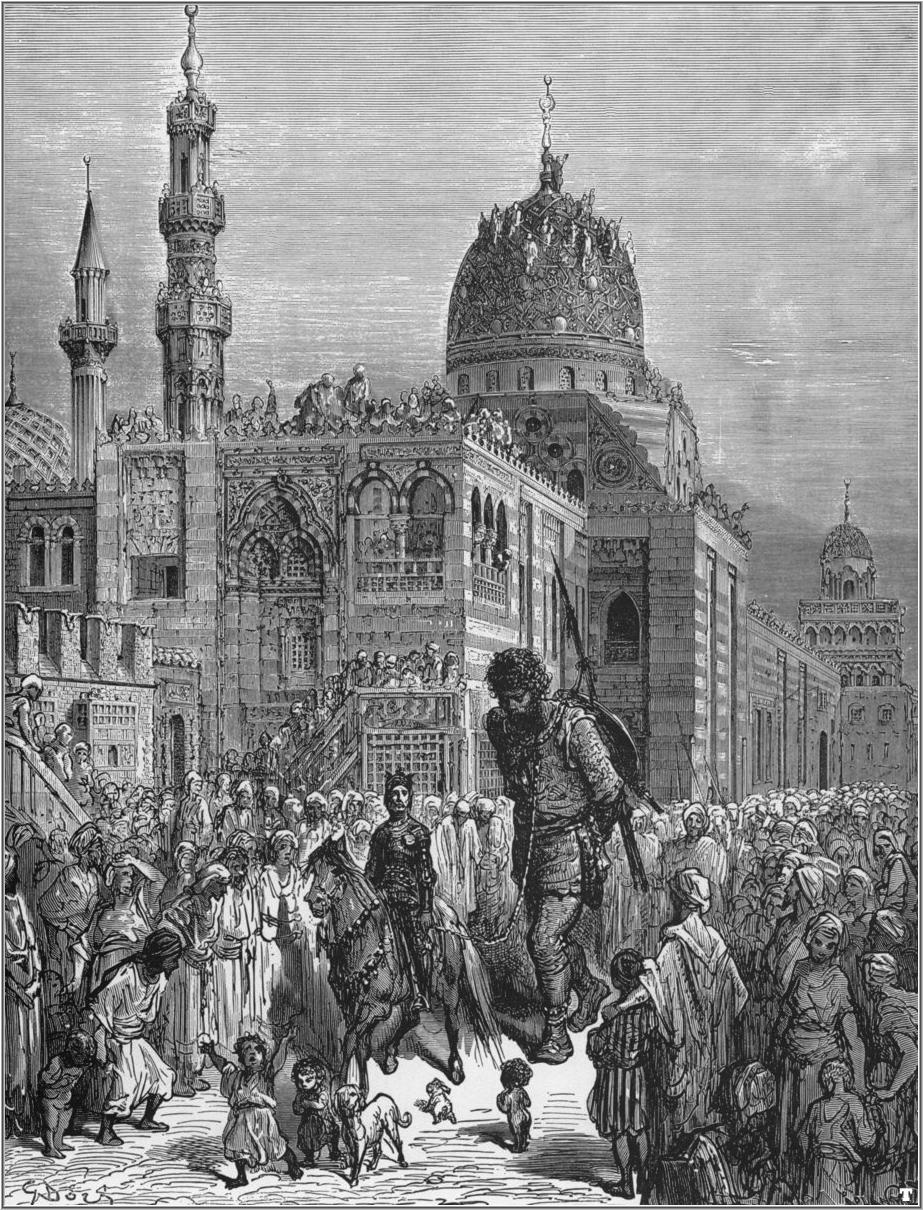
Astolf prowadzący pokonanego olbrzyma Kaligoranta.

Zwycięstwo wtedy jest kompletne, gdy nie powoduje wielkich strat we własnych oddziałach, jak zwycięstwo Alfonsa nad Wenecjanami pod Polesellą. Rodomont ogarnięty wojennym szałem, zgubił jednak wielu swoich. Agramant zaatakował inną bramę, ale i ta okazała się dobrze strzeżona. Narrator wychwala wyprawę księcia Alfonsa u boku cesarza Karola V przeciw papieżowi.
Tymczasem Astolf obdarowany przez Logistyllę czarnoksięską księgą i zaczarowanym rogiem zostaje wysadzony na wybrzeżu arabskim. Dociera do Egiptu, gdzie pustelnik przestrzega go przed olbrzymem, który łapie swoje ofiary w sieci i obdziera ze skóry. Astolf używa przeciw niemu zaczarowanego rogu, którego dźwięk wzbudza w olbrzymie panikę, tak, że wpada we własną pułapkę. Pod Kairem natyka się na rycerzy Gryfona i Akwilanta walczących ze zbójem Orylem, którego nie sposób pokonać, bo jeśli mu uciąć ręce, nogi czy głowę, ona zaraz je sobie przylepia i walczy dalej. Astolf znajduje w swej czarnoksięskiej księdze informację, że trzeba mu obciąć włos dający nieśmiertelność. Ucina mu więc głowę, a nie wiedząc, który by to był włos, goli całą głowę i tak pokonuje przeciwnika. Potem z Gryfonem i Akwilantem udaje się do Jerozolimy. Tam Gryfon dowiaduje się o zdradzie swej ukochanej Orygilli.

### Pieśń XVI
Gdy Gryfon przybywa do Antiochii, Orygilla wyrzuca mu, że zostawił ją samą i chorą oraz przedstawia mu swego kochanka jako brata, który przyszedł jej z pomocą w opuszczeniu. Razem udają się do pałacu króla syryjskiego.
Tymczasem Rodomont wdarłszy się do miasta sroży się wobec bezbronnych cywilów. Agramant zostaje powstrzymany, ponieważ na jego tyły spada część posiłków przyprowadzonych z Anglii przez Rynalda. Przed całkowitą klęską ratuje oblegających Saracenów włączenie się do bitwy wojsk Ferrata. Cesarz, dowiedziawszy się o masakrze ludności cywilnej, na czele pospiesznie zebranego oddziału, spieszy na ratunek ludności Paryża.

## Wpływ na inne dzieła
Epos Orland szalony stał się bardzo wpływowym dziełem, inspirując licznych malarzy, poetów i muzyków.

### Literatura
W Anglii Orland szalony był główną inspiracją Edmunda Spensera przy tworzeniu eposu The Faerie Queene. Wiele hałasu o nic Szekspira zaczerpnęło jeden z wątków (Hero/Claudio/Don John) z dzieła Ariosta, zapewne poprzez Spensera lub Bandello. Robert Greene wydał w 1592 sztukę The Historie of Orlando Furioso. W Hiszpanii Lope de Vega opublikował kontynuację eposu (La hermosura de Angélica, 1602), podobnie jak Luis Barahona de Soto (Las lágrimas de Angélica, 1586). Luis de Góngora opisał miesiąc miodowy Angeliki i Medoro w romancy En un pastoral albergue. Orlando furioso jest wymieniany wśród romansów w Don Kichocie. Francuz Jean de La Fontaine wykorzystał wątki eposu w niektórych swych bajkach.
Rosyjski poeta Osip Mandelsztam oddał hołd Orlandowi szalonemu w poemacie Ariosto. Jorge Luis Borges w utworze Ariosto y los árabes (Ariosto i Arabowie) zajmuje się zależnością pomiędzy eposem Ariosta a Księgą tysiąca i jednej nocy. Italo Calvino wykorzystał wątki Orlanda w swej powieści Rycerz nieistniejący. W powieści „Orlando: Biografia” (1928) Virginia Woolf parodiuje niektóre motywy z powieści Ariosta.
Orland szalony zainspirował również poetę młodopolskiego, Tadeusza Micińskiego. W jego tomie poezji zatytułowanym „W mroku gwiazd” znajduje się cykl pięciu wierszy znajdujących się pod wspólnym tytułem „Orland szalony”. Poeta porusza w nich symbolizm (niewiernego kruka pod krzyżem Golgoty), odwołuje się do legend i wierzeń muzułmańskich (hurysy, do których podmiot liryczny zwraca się w jednym z wierszy). Podmiot liryczny sam siebie nazywa Rycerzem Boga.
Na Orlanda szalonego powołuje się Juliusz Słowacki, mówiąc o inspiracji dla Balladyny.

### Muzyka
W epoce baroku Orland szalony zainspirował wiele oper. Francesca Caccini skomponowała operę La liberazione di Ruggiero w 1625, a Luigi Rossi Il palazzo incantato w 1642. Antonio Vivaldi napisał trzy opery na motywach Orlanda: Orlando furioso (1713), Orlando finto pazzo (1714) oraz Orlando (1727). Georg Friedrich Händel również skomponował trzy opery inspirowane poematem: Alcina (1735), Ariodante (1735) i Orlando (1733). Jean-Baptiste Lully skomponował w 1685 tragedię muzyczną Roland. W 1760 powstała opera buffa Paladyni Jeana-Philippe Rameau na motywach Orlanda.
Także w klasycyzmie powstawały dzieła inspirowane utworem Ariosta: Roland Piccinniego (1780), Orlando paladino Haydna (1782) oraz Ariodant Méhula (1799).

### Malarstwo
Epos Ariosta był inspiracją dla dzieł malarskich Giovanniego Battisty Tiepolo, Jeana-Auguste’a-Dominique’a Ingres’a, Odilona Redona, Albrechta Dürera, a także ilustracji Gustave’a Dorégo.